# Martin West
Martin West, all'anagrafe Martin Weixelbaum (Westhampton, 28 agosto 1937 – Westport, 31 dicembre 2019), è stato un attore statunitense.

## Biografia
Ha recitato al cinema e in televisione. Lo si ricorda per la parte di Lawson in Distretto 13 - Le brigate della morte (1976) e per aver recitato in General Hospital.

## Filmografia parziale

### Cinema
- Il codice della pistola (The Man from Galveston), regia di William Conrad (1963)
- Detective's Story (Harper), regia di Jack Smight (1966)
- Lord Love a Duck, regia di George Axelrod (1966)
- Dolce novembre (Sweet November), regia di Robert Ellis Miller (1968)
- Soldato blu (Soldier Blue), regia di Ralph Nelson (1970)
- Complotto di famiglia (Family Plot), regia di Alfred Hitchcock (1976)
- Distretto 13 - Le brigate della morte (Assault on Precinct 13), regia di John Carpenter (1976)
- Il prezzo della vita (Der Preis fürs Überleben), regia di Hans Noever (1980)
- Best Seller, regia di John Flynn (1987)
- Il mio amico Mac (Mac and Me), regia di Stewart Raffill (1988)
- Doppia verità (Listen to Me), regia di Douglas Day Stewart (1989)

### Televisione
- Indirizzo permanente (77 Sunset Strip) – serie TV, 2 episodi (1961-1962)
- Have Gun - Will Travel – serie TV, 2 episodi (1961-1962)
- Dakota – serie TV, episodio 1x01 (1963)
- The Lieutenant – serie TV, episodio 1x09 (1963)
- Il virginiano (The Virginian) – serie TV, episodio 3x15 (1964)
- La legge del Far West (Temple Houston) – serie TV, episodio 1x25 (1964)
- Rango – serie TV, episodio 1x15 (1967)

## Doppiatori italiani
- Massimo Turci in Detective's Story
- Michele Gammino in Soldato blu
- Paolo Ferrari in Complotto di famiglia
- Gianni Marzocchi in Distretto 13 - Le brigate della morte